# Keely Shaye Smith
Keely Shaye Smith (Vallejo, 25 settembre 1963) è una giornalista e conduttrice televisiva statunitense, dal 2001 moglie dell'attore Pierce Brosnan.

## Biografia
È stata corrispondente per sei anni per la ABC (The Home Show), con cui ha guadagnato i suoi due Genesis Awards. Ha interpretato Valerie Freeman per una stagione in General Hospital (1989) ed è apparsa su MTV nel video musicale di Stuck with You di Huey Lewis, rimasta per tre settimane al numero uno della Billboard Hot 100 1986.
Nel 1994 conobbe l'attore Pierce Brosnan, che sposa nel 2001. La coppia ha due figli: Dylan, nato il 13 gennaio 1997 e Paris, nato il 27 febbraio 2001.

## Filmografia
- Norman's Corner, regia di Paul Miller (1987)
- Qualcuno pagherà, regia di Sergio Martino (1988)
- Nothin' Goes Right, regia di Walter C. Miller (1988)
- General Hospital – serie TV (1989)